# Meningeosis neoplastica
Als Meningeosis neoplastica (englisch: leptomeningeal cancer u. a.) wird die Ausbreitung von Tumorzellen in den weichen Hirnhäuten  bezeichnet.
Sie tritt meistens erst im Spätstadium einer Krebserkrankung auf und geht mit einer schlechten Prognose einher. Ist die Herkunft des Tumors genauer bekannt, spricht man auch von einer Meningeosis carcinomatosa (Karzinom), sarcomatosa (Sarkom), gliomatosa (Gliom), leukaemica (Leukämie) oder lymphomatosa (Lymphom). Der Nachweis erfolgt in der Regel durch Untersuchung des Liquor cerebrospinalis, der durch Lumbalpunktion gewonnen wird.

## Therapieansätze
Möglichkeiten der Behandlung sind die Strahlentherapie des Zentralnervensystems (ZNS) und die Chemotherapie. Die Möglichkeiten einer Chemotherapie sind durch den Umstand, dass nur wenige Zytostatika die Blut-Hirn-Schranke überwinden können und damit wirksame Konzentrationen im ZNS aufbauen können, allerdings deutlich eingeschränkt. Die Behandlung wird darum in der Regel intrathekal durchgeführt, (d. h. die Medikamente werden direkt in den Liquorraum appliziert). In Deutschland sind für die intrathekale Chemotherapie Methotrexat, Cytarabin und Thiotepa zugelassen.

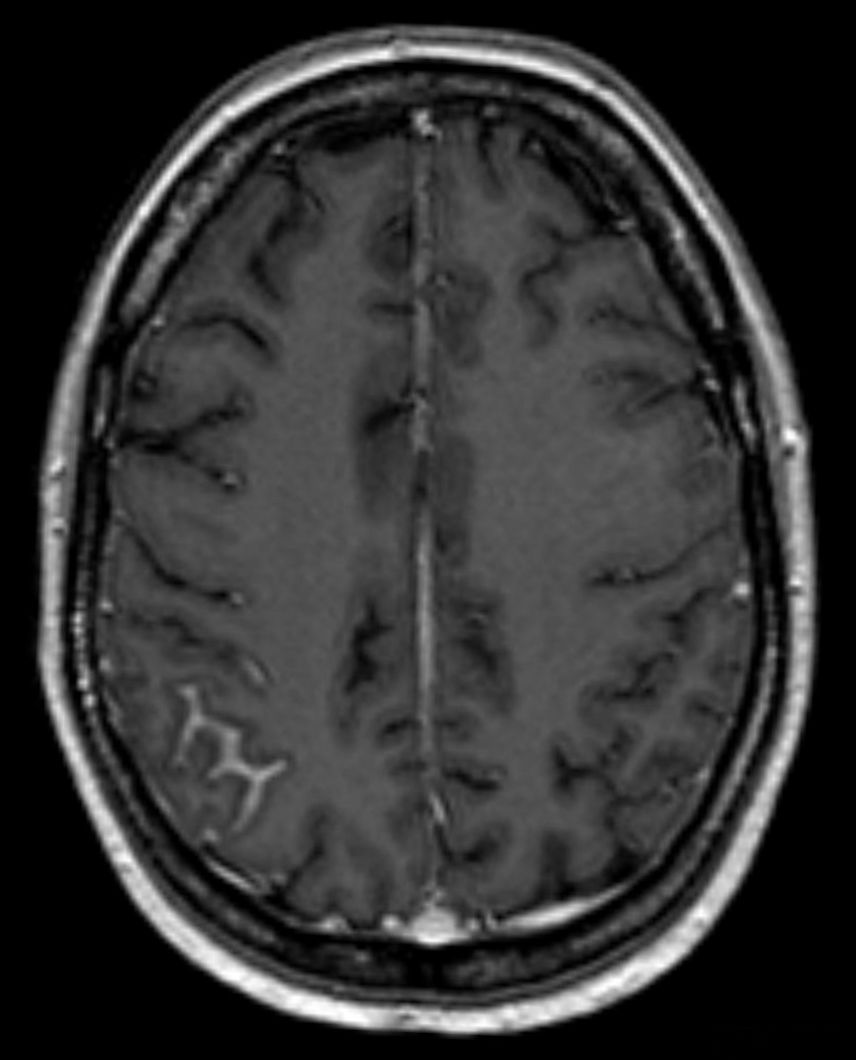
Bildgebung: Nachweis einer fokalen Meningeosis carcinomatosa bei Mammakarzinom in der Magnetresonanztomographie. Man erkennt die fokale Anreicherung (hell) in den Sulci als Zeichen einer arachnoidalen Ausbreitung rechts (links im Bild).
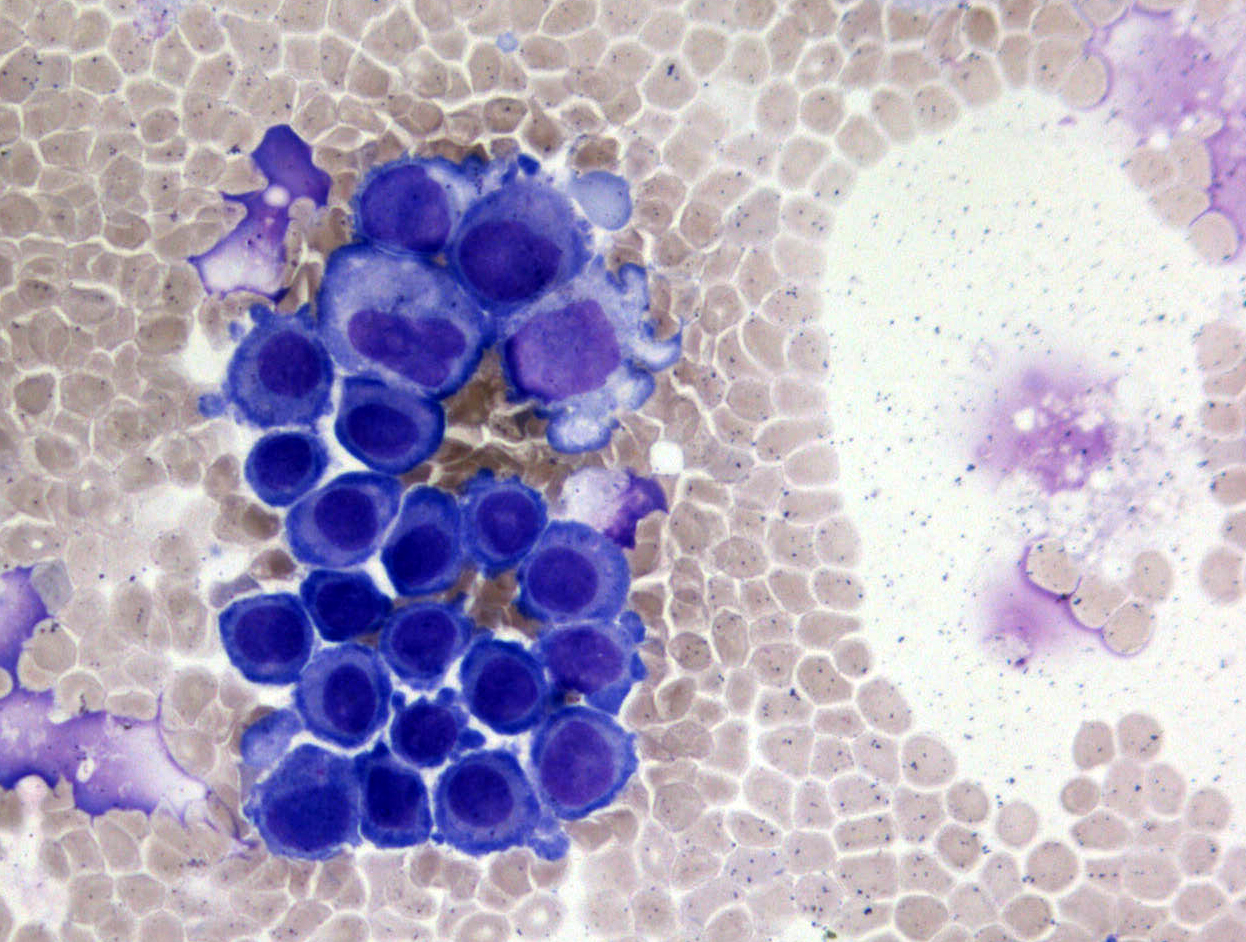
Liquoruntersuchung: Nachweis von Tumorzellen im Liquor cerebrospinalis. Pappenheim-Färbung eines Zytozentrifugates von einem Patienten mit Bronchialkarzinom.
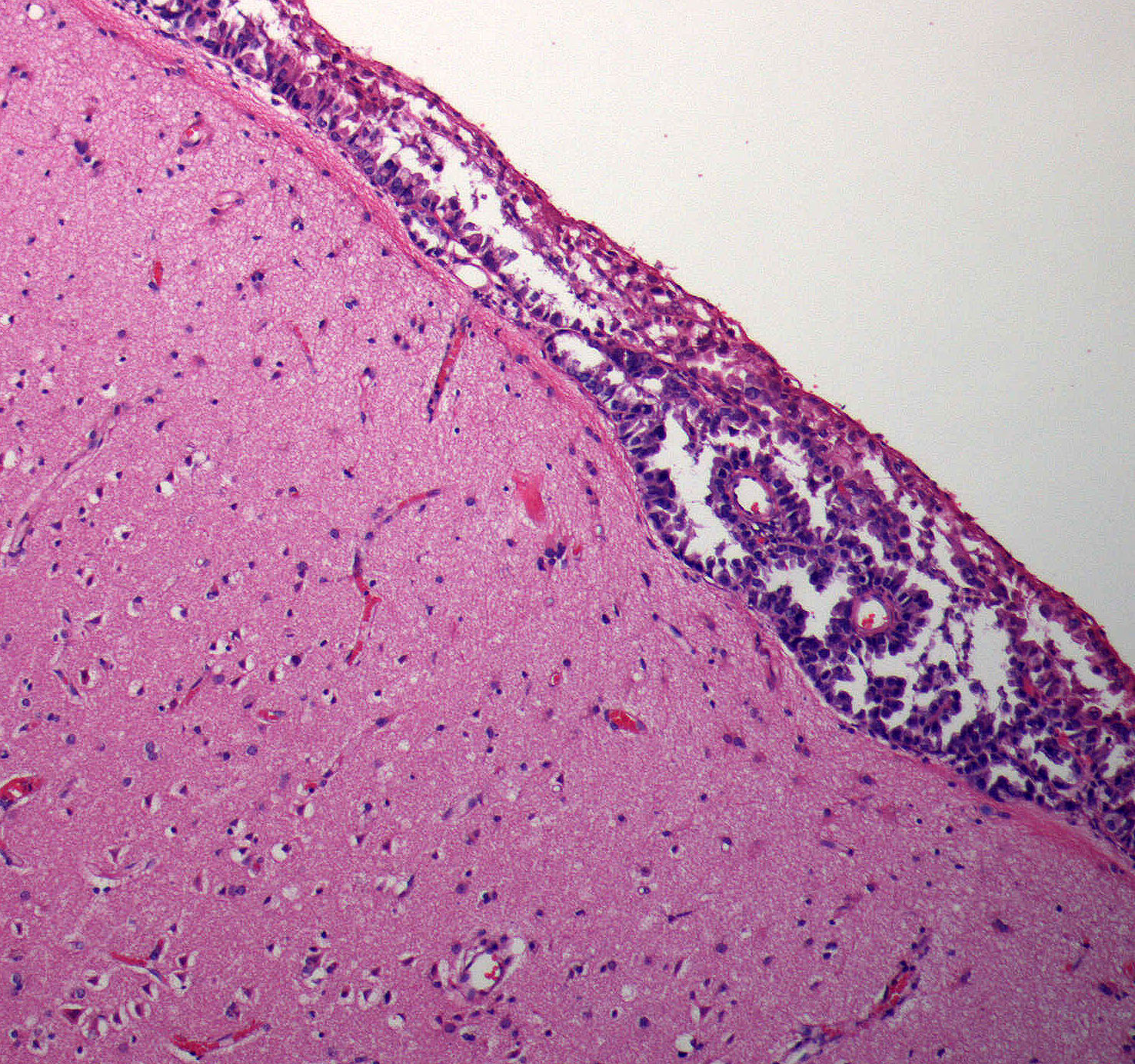
Hirnbiopsie: Nachweis einer Ausbreitung leptomeningealer Tumorzellverbände in einer Hirnbiopsie. Hämatoxylin-Eosin-Färbung.